# Santa Maria Goretti
Santa Maria Goretti är en kyrkobyggnad i Rom, helgad åt den heliga jungfrumartyren Maria Goretti. Kyrkan är belägen vid Via di Santa Maria Goretti i distriktet Trieste i nordöstra Rom.
Kyrkan ritades av arkitekten Tullio Rossi och konsekrerades av monsignor Luigi Traglia den 15 maj 1954.
Högaltarmålningen Den heliga Maria Gorettis förhärligande är utförd av Luigi Montanarini.

## Diakonia
Santa Maria Goretti är sedan år 2012 titeldiakonia.
Kardinaldiakoner
- Prosper Grech: 2012–2019
- Agostino Marchetto: 2023–